# Isidro Baldenegro
Isidro Baldenegro López (1966-2017) est un leader et activiste écologiste appartenant à la communauté mexicaine indigène tarahumara, de la Sierra Madre occidentale. Opposant  à l'exploitation forestière illégale, il est assassiné le 15 janvier 2017.

## Jeunesse
Baldenegro grandit sur les terres ancestrales de son peuple, dans une région connue pour sa biodiversité. Témoin de l'assassinat de son père en 1986, après que celui-ci eut pris position contre l'exploitation forestière, il reprend la lutte, en parfaite connaissance des risques auxquels s'exposent les défenseurs de l'environnement au Mexique. Il s'engage dans des actions pour lesquelles les peuples indigènes ont acquis une réelle notoriété en Amérique du Sud, et se bat pour la préservation des forêts de pins et de chênes de la Sierra Madre Occidentale.

## Action
Baldenegro agit particulièrement pour la défense des écosystèmes de la Sierra madre Occidentale. Ferme opposant aux intérêts commerciaux dans cette région, il dénonce les liens entre chefs d'entreprise, narcotrafiquants et marché du bois. Il crée une organisation non gouvernementale en 1993 pour combattre la déforestation, organise des marches et des blocages qui provoquent l'arrêt temporaire du déboisement par le gouvernement, en 2002. L'année suivante, il organise une action de protestation des épouses des militants environnementalistes assassinés, qui conduit à l'interdiction de l'exploitation forestière par décision judiciaire. Il est cependant incarcéré la même année mais sa détention est dénoncée par Amnesty International. Il est libéré après quinze mois de prison et blanchi de toutes les charges pesant contre lui.
En 2005, il reçoit le prix Goldman pour l'environnement pour sa lutte non violente en faveur de la défense des forêts anciennes contre les ravages de l'exploitation forestière. Ce prix a déjà honoré plusieurs militants mexicains de la cause environnementale. Le président de la Fondation environnementale Goldman déclare que " l'action déterminée de Baldenegro, organisateur de protestations pacifiques contre l'exploitation forestière illégale dans les montagnes de la Sierra Madre Occidentale, a contribué à protéger les forêts ainsi que les terres et les droits de son peuple. Il a été un leader audacieux et une source d'inspiration pour tous ceux qui luttent pour protéger notre environnement et les peuples indigènes."

## Assassinat
Baldenegro est assassiné par balle le 15 janvier 2017. Peu avant sa mort, il avait cherché refuge chez un oncle, dans une communauté tarahumara du nord de l'état de Chihuahua. Il avait fait l'objet de nombreuses menaces. La famille de Baldenegro  dénonce alors les liens entre cet assassinat et les assassinats ou les agressions perpétrés contre d'autres militants indigènes opposés à la déforestation illégale dans la région. Le quotidien britannique The Guardian souligne que ce meurtre intervient quelques mois après celui de Berta Cáceres, autre attributaire du prix Goldman pour l'environnement. En 2015, ce ne sont pas moins de 122 militants pour l'environnement qui ont été assassinés en Amérique Latine dont 33 au Mexique, et 185 au total dans le monde.

## Réactions
Le Rapporteur spécial des Nations unies sur la situation des défenseurs et défenseuses des droits humains, Michel Forst, condamne l'assassinat en ces termes : "Nous regrettons la perte tragique d'un défenseur indigène engagé et généreux". Cette déclaration est faite à l'occasion de sa première visite au Mexique, destinée à évaluer la sécurité des défenseurs des droits de l'homme dans le pays.
L'Union européenne et les ambassades de tous ses états membres au Mexique demandent que les responsables de ce meurtre soient identifiés et jugés.
Le 18 mars 2018, le moteur de recherche Google rend hommage à Isidro Baldenegro avec un doodle, à l'occasion du 52e anniversaire de sa naissance.